# Heilig Hartbeeld (Zundert)
Het Heilig Hartbeeld is een standbeeld in de Nederlandse plaats Zundert, in de provincie Noord-Brabant.

## Achtergrond
In 1927 werd onder leiding van architect Jan Stuyt de Sint-Trudokerk gebouwd. De oude kerk werd een jaar later gesloopt, de sloop van de oude toren volgde pas in 1937. In dat laatste jaar werd gecollecteerd voor de oprichting van een Heilig Hartbeeld. Doordat de Tweede Wereldoorlog roet in het eten gooide en een eerste ontwerp door de bisschop werd afgekeurd, duurde het tot 1948 voor Steph Uiterwaal de opdracht kreeg een monument te maken. Het beeld werd in september 1949 opgeleverd en geplaatst naast de huidige Trudokerk, ongeveer ter hoogte van de locatie van de oude toren.

## Beschrijving
Het beeld toont een groots en met flair uitgevoerde, staande Christusfiguur. Hij wijst met zijn linkerhand naar het Heilig Hart op zijn borst, met zijn rechterhand naar de hemel. Links van hem knielt een vrouwenfiguur, waarschijnlijk een verwijzing naar Margaretha-Maria Alacoque. 